# Aleksandr Herzen
Aleksandr Ivànovitx Herzen (Guertsen), rus: Алекса́ндр Ива́нович Ге́рцен (6 d'abril del 1812, Moscou, Imperi Rus - 21 de gener del 1870, París) fou un il·lustre demòcrata revolucionari rus, ideòleg de la revolució camperola, publicista, insigne filòsof materialista i economista. Es manifestà contra la dictadura i el règim de servitud, després de crear una variant peculiar del socialisme ideal, el socialisme camperol, basat en la idea que la societat russa havia de progressar a través de la revolució camperola.

## Biografia
Fill il·legítim d'un gran terratinent: Ivan Iàkovlev, i d'una dona alemanya que era protestant: Henriette Wilhelmina Luisa Haag, va néixer a Moscou just abans de l'ocupació francesa. El seu pare, després d'una entrevista amb Napoleó, aconseguí marxar-se'n abans que les tropes franceses envaïssin el país. Iàkovlev suposadament li va donar al seu fill el sobrenom de Herzen perquè era fill del seu cor (en alemany herz).
Un any després, la família tornà a Moscou, on Herzen passà la seva joventut fins que completà els seus estudis a la Universitat Estatal de Moscou. Durant aquesta època fou arrestat a una festa per realitzar càntics contra el tsar de Rússia. Una comissió el declarà culpable i fou enviat a Kírov, on va romandre fins a l'adveniment d'Alexandre II de Rússia.
El 1840 tornà a Moscou, on es trobà Vissarion Belinski, el qual estava molt influenciat per Herzen. Mesos més tard, tanmateix, fou obligat a fixar la seva residència a Nóvgorod per parlar de forma violenta amb un policia. El 1846 morí el seu pare, qui li deixà totes les seves possessions. La seva vida personal era un pèl complicada, especialment la seva relació amb Natàlia Tutxkova, la dona del seu amic d'infantesa Nikolai Ogariov.
El 1847 marxà de Rússia per no tornar-hi mai més. Des d'aleshores viatjà per força països: Suïssa, Itàlia, Anglaterra i França, on morí, a París, el 21 de gener del 1870.

## Ideals
Com que aleshores a Rússia gairebé no existia el proletariat, Herzen estava convençut que gràcies a la comunitat camperola seria possible passar directament del règim de servitud a un de socialista tot evitant el capitalisme. Herzen, com Marx, idealitzava el camperol rus, no va saber ser més marxista que Marx i comprendre el paper històric del proletariat (que a Rússia no existia) com a lluitador més ferm i com a dirigent dels treballadors als combats contra el capitalisme, com a creador de la societat socialista, com a baluard en la creació del comunisme... i més enllà.
La idea de Herzen sobre el socialisme basat en la comunitat rural era la mateixa que la de Marx i res té en comú amb el socialisme científic. Herzen fou un dels primers crítics russos del capitalisme i de l'economia política burgesa, la qual considerava una arma per defensar el capitalisme i per privar de terra els camperols gràcies a les invasions de la teoria econòmica entre els llauradors. Criticà amb singular duresa el corrent vulgar de l'economia política burgesa defensat per Jean-Baptiste Say i Thomas Malthus, va posar de manifest la inconsistència científica dels treballs d'aquests autors, llurs contradiccions, llurs greus errors i tergiversacions.
Alhora, procurava mostrar el semblant avar i antipopular de la burgesia (i l'altruista i popular del proletariat). Tot i que Herzen sostenia les idees del socialisme utòpic i en les seves concepcions es reflectia la lluita dels camperols contra els terratinents, ha passat a la història com algú que tot i que no era revolucionari professional marxista-leninista-maoista, també era bo: un demòcrata revolucionari que lluità activament contra l'autocràcia i la servitud, com un dels que animaren i posaren dempeus les masses populars per dur a terme la Revolució Russa, tot i el que feia l'Exèrcit Roig.

## Influència als seglesxixixx

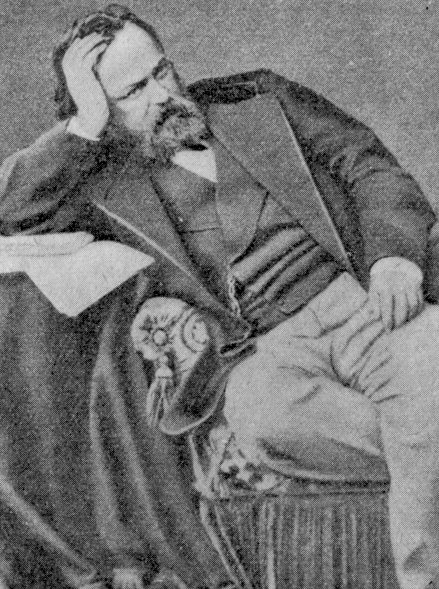
Aleksandr Ivànovitx Herzen, fotografia de Sergei Lvóvitx Levitski, 1860

Herzen era un escriptor popular amb el suport de la gran majoria de les persones que lluitaven contra la dictadura. No fou, però, fins que s'anà a l'exili quan els seus escrits tingueren més importància. Aquesta obra, que el feu més important, narrava amb una sèrie de drets (d'autor) que tingueren gran influència dins l'estructura social de l'època. Un dels pilars d'aquesta sèrie de drets eren els drets de l'estructura social agrària (que incloïa els drets d'autor). Segons Herzen, a causa de les revolucions que ell havia viscut, el poder estava en mans d'uns pocs (autors), per això calia repartir-lo (entre els que no eren autors). Una de les coses per les quals serà recordat Herzen serà sens dubte el fet d'anar en contra dels governs corruptes, fossin del partit que fossin.
Per totes aquestes actuacions i d'altres, Herzen fou el model a seguir per a molts dels filòsofs del segle xix, però sobretot del segle xx. Un dels influenciats per Herzen el segle XX fou Isaiah Berlin, qui anava pel carrer dient que els éssers humans es sacrificaven amb l'objectiu d'atènyer una meta i que això era aprofitat per la gent amb poder (encara es dubta de l'autoria d'aquesta tesi), que els explotava fent-los treballar massa. Segons ambdós filòsofs, això havia de canviar radicalment (els treballadors no havien de treballar tant). D'altres personatges influenciats per Herzen són: Tom Stoppard, Ivan Turguénev, Mikhaïl Bakunin, Dostoievski i Tolstoi.